# ITF Women’s Circuit 2013 (Oktober–Dezember)
In den folgenden Tabellen werden die Tennisturniere des vierten Quartals des ITF Women’s Circuit 2013 dargestellt.

## Turnierplan
| Kategorien |
| ---------- |
| $100.000   |
| $75.000    |
| $50.000    |
| $25.000    |
| $15.000    |
| $10.000    |

### Oktober
| Datum 1 | Turnierort                                    | Siegerin Einzel                 | Siegerinnen Doppel                          |
| ------- | --------------------------------------------- | ------------------------------- | ------------------------------------------- |
| 07.10.  | Joué-lès-Tours                                | Mirjana Lučić-Baroni            | Julie Coin Ana Vrljić                       |
| 07.10.  | Margaret River                                | Anett Kontaveit                 | Noppawan Lertcheewakarn Arina Rodionowa     |
| 07.10.  | Tampico                                       | Indy de Vroome                  | María Fernanda Álvarez Terán María Irigoyen |
| 07.10.  | Asunción                                      | Florencia Molinero              | Florencia Molinero Laura Pigossi            |
| 07.10.  | Sant Cugat del Vallès                         | Arantxa Rus                     | Tatiana Búa Andrea Gámiz                    |
| 07.10.  | Macon                                         | Anna Tatischwili                | Kristi Boxx Abigail Guthrie                 |
| 07.10.  | Russe                                         | Diana Šumová                    | Irina Maria Bara Eva Wacanno                |
| 07.10.  | Scharm El-Scheich                             | Jana Sisikowa                   | Anna Morgina Jana Sisikowa                  |
| 07.10.  | Marathon-Athens                               | Nuria Párrizas Díaz             | Lucy Brown Alina Wessel                     |
| 07.10.  | Antalya                                       | Marie Benoît                    | Anna Klasen Charlotte Klasen                |
| 14.10.  | Limoges                                       | Kristýna Plíšková               | Viktorija Golubic Magda Linette             |
| 14.10.  | Makinohara                                    | Sarina Dijas                    | Eri Hozumi Makoto Ninomiya                  |
| 14.10.  | Lagos                                         | Tadeja Majerič                  | Naomi Broady Emily Webley-Smith             |
| 14.10.  | Rock Hill                                     | Mariana Duque Mariño            | Mariana Duque Mariño María Irigoyen         |
| 14.10.  | Burgas                                        | Dia Ewtimowa                    | Dia Ewtimowa Wiktorija Tomowa               |
| 14.10.  | Pereira                                       | Anna Katalina Alzate Esmurzaeva | Doménica González Camila Silva              |
| 14.10.  | Dubrovnik                                     | Alona Sotnykowa                 | Lenka Juríková Barbora Krejčíková           |
| 14.10.  | Scharm El-Scheich                             | Elise Mertens                   | Ola Abou Zekry Karina Venditti              |
| 14.10.  | Iraklio                                       | Laëtitia Sarrazin               | Rosalie van der Hoek Alexandra Nancarrow    |
| 14.10.  | Quintana Roo                                  | Denise Muresan                  | Denise Muresan Ashley Weinhold              |
| 14.10.  | Antalya                                       | Ana Bogdan                      | Pia König Barbara Sobaszkiewicz             |
| 21.10.  | Poitiers Internationaux Féminins de la Vienne | Aljaksandra Sasnowitsch         | Lucie Hradecká Michaëlla Krajicek           |
| 21.10.  | Bendigo                                       | Casey Dellacqua                 | Erika Sema Yurika Sema                      |
| 21.10.  | Saguenay                                      | Ons Jabeur                      | Marta Domachowska Andrea Hlaváčková         |
| 21.10.  | Herzlia                                       | Julija Bejhelsymer              | Julija Bejhelsymer Anastasija Wassyljewa    |
| 21.10.  | Hamamatsu                                     | Shuko Aoyama                    | Shuko Aoyama Junri Namigata                 |
| 21.10.  | Casablanca                                    | Wiktorija Kan                   | Paula Kania Walerija Solowjowa              |
| 21.10.  | Lagos                                         | Gioia Barbieri                  | Fatma Al-Nabhani Gioia Barbieri             |
| 21.10.  | Florence                                      | Anna Tatischwili                | Anamika Bhargava Madison Brengle            |
| 21.10.  | Marcos Juárez                                 | Carolina Zeballos               | Carla Bruzzesi Avella Carolina Zeballos     |
| 21.10.  | Bogotá                                        | Andrea Koch Benvenuto           | Doménica González Camila Silva              |
| 21.10.  | Dubrovnik                                     | Barbora Krejčíková              | Ágnes Bukta Vivien Juhászová                |
| 21.10.  | Scharm El-Scheich                             | Elise Mertens                   | Elise Mertens Sandra Zaniewska              |
| 21.10.  | Iraklio                                       | Lena-Marie Hofmann              | Rosalie van der Hoek Mandy Wagemaker        |
| 21.10.  | Quintana Roo                                  | Ashley Weinhold                 | Daniela Schippers Francesca Segarelli       |
| 21.10.  | Stockholm                                     | Rebecca Peterson                | Maria Mokh Eva Paalma                       |
| 21.10.  | Antalya                                       | Anastasia Rudakova              | Gabriela van de Graaf Quirine Lemoine       |
| 28.10.  | Barnstaple Aegon GB Pro-Series Barnstaple     | Marta Sirotkina                 | Naomi Broady Kristýna Plíšková              |
| 28.10.  | Nantes                                        | Aljaksandra Sasnowitsch         | Lucie Hradecká Michaëlla Krajicek           |
| 28.10.  | Bendigo                                       | Casey Dellacqua                 | Monique Adamczak Olivia Rogowska            |
| 28.10.  | Toronto                                       | Victoria Duval                  | Françoise Abanda Victoria Duval             |
| 28.10.  | Taipeh                                        | Paula Kania                     | Lesley Kerkhove Arantxa Rus                 |
| 28.10.  | New Braunfels                                 | Anna Tatischwili                | Anna Tatischwili Coco Vandeweghe            |
| 28.10.  | Seoul                                         | Han Na-lae                      | Han Na-lae Yoo Mi                           |
| 28.10.  | Istanbul                                      | Xenija Perwak                   | Çağla Büyükakçay Pemra Özgen                |
| 28.10.  | Caracas                                       | Verónica Cepede Royg            | Verónica Cepede Royg Adriana Pérez          |
| 28.10.  | Buenos Aires                                  | Carolina Zeballos               | Fernanda Brito Carolina de los Santos       |
| 28.10.  | Umag                                          | Barbora Krejčíková              | Vivien Juhászová Tereza Malíková            |
| 28.10.  | Scharm El-Scheich                             | Sandra Zaniewska                | Pauline Payet Valeria Prosperi              |
| 28.10.  | Iraklio                                       | Laëtitia Sarrazin               | Veronika Kolářová Nikola Schweinerová       |
| 28.10.  | Quintana Roo                                  | Victoria Rodríguez              | Khristina Blajkevitch Brandy Mina           |
| 28.10.  | Benicarló                                     | Andrea Gámiz                    | Tatiana Búa Lucía Cervera Vázquez           |
| 28.10.  | Stockholm                                     | Rebecca Peterson                | Donika Bashota Susanne Celik                |
| 28.10.  | Antalya                                       | Patricia Maria Țig              | Diana Buzean Raluca Elena Platon            |

### November
| Datum 1 | Turnierort                                             | Siegerin Einzel       | Siegerinnen Doppel                                                    |
| ------- | ------------------------------------------------------ | --------------------- | --------------------------------------------------------------------- |
| 04.11.  | Istanbul                                               | Xenija Perwak         | Nigina Abduraimova Maria Elena Camerin                                |
| 04.11.  | Captiva Island                                         | Mandy Minella         | Gabriela Dabrowski Allie Will                                         |
| 04.11.  | Équeurdreville                                         | Amandine Hesse        | Timea Bacsinszky Kristina Barrois                                     |
| 04.11.  | Astana                                                 | Nadija Kitschenok     | Ljudmyla Kitschenok Nadija Kitschenok                                 |
| 04.11.  | Phuket                                                 | Zhang Ling            | Lu Jiajing Lu Jiaxiang                                                |
| 04.11.  | Buenos Aires                                           | Vanesa Furlanetto     | Sofía Luini Catalina Pella                                            |
| 04.11.  | São José do Rio Preto                                  | Gabriela Cé           | Gabriela Cé Nathalia Rossi                                            |
| 04.11.  | Umag                                                   | Ágnes Bukta           | Ágnes Bukta Vivien Juhászová                                          |
| 04.11.  | Scharm asch-Schaich                                    | Ivana Jorović         | Natela Dzalamidze Khristina Kazimova                                  |
| 04.11.  | Iraklio                                                | Natalia Siedliska     | Csilla Borsányi Ilka Csoregi                                          |
| 04.11.  | Lima                                                   | Ana Sofía Sánchez     | Aldana Ciccarelli Francesca Segarelli                                 |
| 04.11.  | Vinaròs                                                | Olga Sáez Larra       | Tatiana Búa Lucía Cervera Vázquez                                     |
| 04.11.  | Antalya                                                | Patricia Maria Țig    | Diana Buzean Raluca Elena Platon                                      |
| 04.11.  | Loughborough                                           | Anna Smith            | Jocelyn Rae Anna Smith                                                |
| 11.11.  | Dubai Al Habtoor Tennis Challenge                      | Jana Čepelová         | Witalija Djatschenko Olha Sawtschuk                                   |
| 11.11.  | Minsk                                                  | Margarita Gasparjan   | Ilona Kremen Aljaksandra Sasnowitsch                                  |
| 11.11.  | Sowade                                                 | Kateřina Siniaková    | Nikola Fraňková Tereza Smitková                                       |
| 11.11.  | Mumbai                                                 | Prarthana Thombare    | Anamika Bhargava Emily Webley-Smith                                   |
| 11.11.  | Phuket                                                 | Zhang Ling            | Nicha Lertpitaksinchai Peangtarn Plipuech                             |
| 11.11.  | São José do Rio Preto                                  | Gabriela Cé           | Suellen Abel Eduarda Piai                                             |
| 11.11.  | Bol                                                    | Ema Mikulčić          | Barbora Krejčíková Demi Schuurs                                       |
| 11.11.  | Scharm asch-Schaich                                    | Ivana Jorović         | Alena Fomina Christina Shakovets                                      |
| 11.11.  | Helsinki                                               | Jeļena Ostapenko      | Jeļena Ostapenko Eva Paalma                                           |
| 11.11.  | Iraklio                                                | Aminat Kuschchowa     | Csilla Borsányi Ilka Csoregi                                          |
| 11.11.  | Astana                                                 | Kamila Kerimbajewa    | Polina Monowa Alena Tarassowa                                         |
| 11.11.  | Oujda                                                  | Jade Suvrijn          | Lina Qostal Zarah Razafimahatratra                                    |
| 11.11.  | Lima                                                   | Andrea Koch Benvenuto | Ana Sofía Sánchez Francesca Segarelli                                 |
| 11.11.  | Sant Jordi                                             | Paula Badosa          | Bárbara Luz Nuria Párrizas Díaz                                       |
| 11.11.  | Antalya                                                | Ana Bogdan            | Lina Gjorcheska Anastasia Vdovenco                                    |
| 11.11.  | Manchester                                             | Klaartje Liebens      | Jocelyn Rae Anna Smith                                                |
| 18.11.  | Scharm asch-Schaich Soho Square Ladies Tournament 2013 | Wiktorija Kan         | Timea Bacsinszky Kristina Barrois                                     |
| 18.11.  | Toyota Dunlop World Challenge Tennis Tournament        | Luksika Kumkhum       | Shūko Aoyama Misaki Doi                                               |
| 18.11.  | Butscha                                                | Polina Vinogradova    | Sopia Schapatawa Anastasija Wassyljewa                                |
| 18.11.  | Bol                                                    | Iva Mekovec           | Der Doppelwettbewerb wurde wegen des Zyklons Cleopatra nicht beendet! |
| 18.11.  | Scharm asch-Schaich                                    | Giulia Bruzzone       | Katie Boulter Justine De Sutter                                       |
| 18.11.  | Astana                                                 | Sabina Sharipova      | Albina Xabibulina Chantal Škamlová                                    |
| 18.11.  | Fès                                                    | Jade Suvrijn          | Alexandra Nancarrow Olga Parres Azcoitia                              |
| 18.11.  | Castellón                                              | Lucía Cervera Vázquez | Martina Colmegna Anna Klasen                                          |
| 18.11.  | Antalya                                                | Ekaterine Gorgodze    | Lina Gjorcheska Anastasia Vdovenco                                    |
| 25.11.  | Monterrey                                              | Adriana Pérez         | Florencia Molinero Laura Pigossi                                      |
| 25.11.  | São Paulo                                              | Gabriela Cé           | Nathaly Kurata Eduarda Piai                                           |
| 25.11.  | Santiago                                               | Nadia Podoroska       | Sofía Luini Ana Madcur                                                |
| 25.11.  | Bogotá                                                 | Andrea Koch Benvenuto | Andrea Koch Benvenuto Daniella Roldan                                 |
| 25.11.  | Bol                                                    | Barbora Krejčíková    | Barbora Krejčíková Ana Bianca Mihăilă                                 |
| 25.11.  | Scharm asch-Schaich                                    | Iryna Schymanowitsch  | Arabela Fernández Rabener Liudmila Vasilyeva                          |
| 25.11.  | Rethymno                                               | Katy Dunne            | Sarah Beth Askew Katy Dunne                                           |
| 25.11.  | Fès                                                    | Jade Suvrijn          | Alexandra Nancarrow Olga Parres Azcoitia                              |
| 25.11.  | Nules                                                  | Olga Sáez Larra       | Noelia Bouzo Zanotti Inès Ibbou                                       |
| 25.11.  | Antalya                                                | Alona Sotnykowa       | Natalija Kostić Karin Morgošová                                       |

### Dezember
| Datum 1 | Turnierort          | Siegerin Einzel       | Siegerinnen Doppel                        |
| ------- | ------------------- | --------------------- | ----------------------------------------- |
| 02.12.  | Pune                | Magda Linette         | Nicha Lertpitaksinchai Peangtarn Plipuech |
| 02.12.  | Mérida              | Rebecca Peterson      | Chieh-Yu Hsu María Irigoyen               |
| 02.12.  | Vendryně            | Ekaterina Alexandrova | Martina Kubičíková Tereza Malíková        |
| 02.12.  | São José dos Campos | Catalina Pella        | Eduarda Piai Nadia Podoroska              |
| 02.12.  | Barranquilla        | María Fernanda Herazo | María Paulina Pérez Paula Andrea Pérez    |
| 02.12.  | Dschibuti           | Barbara Haas          | Lee Hua-chen Jana Sisikowa                |
| 02.12.  | Scharm El-Scheich   | Elena-Teodora Cadar   | Harriet Dart Katy Dunne                   |
| 02.12.  | Hongkong            | Zhao Di               | Hong Shu-ying Lee Hye-min                 |
| 02.12.  | Duino-Aurisina      | Anastasia Grymalska   | Claudia Giovine Alice Matteucci           |
| 02.12.  | Borriol             | Marija Marfutina      | Léolia Jeanjean Marine Partaud            |
| 02.12.  | Antalya             | Natela Dzalamidze     | Natela Dzalamidze Khristina Kazimova      |
| 09.12.  | Mata de São João    | Montserrat González   | Paula Cristina Gonçalves Laura Pigossi    |
| 09.12.  | Santiago            | Verónica Cepede Royg  | Verónica Cepede Royg María Irigoyen       |
| 09.12.  | Navi Mumbai         | Rika Fujiwara         | Jocelyn Rae Anna Smith                    |
| 09.12.  | Mérida              | Rebecca Peterson      | Vanesa Furlanetto Florencia Molinero      |
| 09.12.  | Madrid              | Amandine Hesse        | Demi Schuurs Eva Wacanno                  |
| 09.12.  | Dschibuti           | Barbara Haas          | Lee Hua-chen Jana Sisikowaa               |
| 09.12.  | Scharm El-Scheich   | Katy Dunne            | Kim Hae-sung Kim Ju-eun                   |
| 09.12.  | Hongkong            | Xu Shilin             | Abbie Myers Ellen Perez                   |
| 09.12.  | Antalya             | Irina Maria Bara      | Diana Buzean Raluca Elena Platon          |
| 16.12.  | Ankara              | Witalija Djatschenko  | Julija Bejhelsymer Çağla Büyükakçay       |
| 16.12.  | Bertioga            | Ulrikke Eikeri        | Paula Cristina Gonçalves Laura Pigossi    |
| 16.12.  | Mérida              | Allie Kiick           | Barbara Bonić Hilda Melander              |
| 16.12.  | Hongkong            | Xu Shilin             | Choi Ji-hee Akari Inoue                   |
| 16.12.  | Antalya             | Patricia Maria Țig    | Irina Maria Bara Conny Perrin             |
| 23.12.  | Antalya             | Elise Mertens         | Elise Mertens İpek Soylu                  |